# الهواتف المحمولة في السجن
في معظم السجون، يُمنع النزلاء من امتلاك هواتف محمولة بسبب قدرتهم على التواصل مع العالم الخارجي وبسبب مشاكل أمنية أخرى. الهواتف المحمولة هي واحدة من أكثر المواد المهربة إلى السجون. فهي توفر للسجناء القدرة على تلقي المكالمات الهاتفية غير المصرح بها، إرسال البريد الإلكتروني والرسائل النصية، واستخدام وسائل الاعلام الاجتماعية، ومتابعة الأخبار المتعلقة بقضيتهم.

## أسباب الهواتف المحمولة محظورة
غالبًا ما يتم ذكر المخاوف الأمنية عند الحديث عن سبب حظر الهواتف المحمولة في السجون.
يتم استخدام الهواتف المحمولة في السجون لتنظيم احتجاجات والإضراب عن العمل في السجون من خلال القدرة على التواصل مع السجناء الآخرين.
يستخدم السجناء الهواتف المحمولة في السجن للتواصل مع العائلة والأحباء.خاصةً عند عزل السجناء، بالإضافة إلى ذلك، تكون المكالمات الهاتفية في السجن باهظة الثمن مما يجعل القائمين على السجن قادرين على تحصيل أرباح كبيرة من المكالمات الهاتفية. وهذا يعني أن بعض السجون لديها دافع ربحي حظر الهواتف المحمولة.

## طرق التهريب
يتم تهريب معظم الهواتف المحمولة من قبل موظفي السجن، الذين لا يضطرون في كثير من الأحيان إلى الخضوع للتفتيش الدقيق مثل زوار السجن. غالبًا ما يكون أمن الموظفين أقل أهمية لأن هذا سيتطلب إجراءات ووقت طويل. نادراً ما يتم تهريب الهواتف المحمولة من قبل الزائرين، الذين يجب أن يخضعوا لتفتيش أمني أكثر صرامة، أو من قبل النزلاء المسموح لهم بالمغادرة، أو من قبل الغرباء الذين لديهم علاقات وتواصل مع نزلاء السجن. مثل موظفي المطاعم التي تزود السجن بالطعام.
بمجرد دخولها إلى السجن، تنتهي الأجهزة في أيدي السجناء الذين يشترونها نقدًا، وهو أمر منتشر في معظم السجون. تختلف أسعار السوق السوداء حسب السجن، ويمكن أن تصل إلى 1000 دولار أمريكي.

## استخدامات السجناء للهواتف المحمولة
في حين أن بعض السجناء يستخدمون أجهزتهم النقالة لمجرد الاتصال غير الضار أو تصفح الإنترنت، فإن آخرين يستخدمونها للقيام بنشاط غير قانوني. قد تشمل هذه النشاطات التواصل مع العصابات ، وتهديد الشهود، والتخطيط للهروب، أو ترتيب الجرائم الخطيرة الأخرى. يمكن للسجناء أيضًا استخدام الهواتف الذكية لجمع المعلومات عن موظفي السجن وتنسيق النشاط السري داخل منشأة السجن.
لا يستخدم جميع النزلاء الهواتف المحمولة لأغراض ضارة. حيث يستخدمها العديد من السجناء لإجراء محادثات غير ضارة مع العائلة والأصدقاء. في سبتمبر 2012، قام سجين في ولاية ساوث كارولينا الأمريكية باستخدام هاتف محمول غير قانوني بإبلاغ السلطات عن احتجاز أحد الضباط كرهينة، مما ساعد في إنقاذ ذلك الضابط.

## مكافحة الهواتف المحمولة في السجون
في العديد البلدان، تم إقرار قوانين تفرض عقوبات على السجناء الذين يمتلكون أجهزة محمولة بالإضافة إلى الموظفين الذين يقومون بتهريبها. تتراوح عقوبات السجناء من فقدان الامتيازات إلى إصدار أحكام إضافية. تتراوح عقوبات الموظفين بين الإجراءات التأديبية أو فقدان الوظيفة إلى التهم الجنائية.
تم التفكير في استخدام أجهزة التشويش على الهواتف المحمولة داخل السجن وجعلها غير فعالة. ممارسة التشويش على إشارات الهاتف المحمول غير قانونية في الولايات المتحدة. وقد تم النظر في استثناءات لهذا القانون بالنسبة للسجون، على الرغم من أن هناك قلقًا من أن يكون الهاتف المحمول بمثابة شريان الحياة لحراس السجن والموظفين خلال حدوث أي مشكلة، وقد يحتاج رجال الإنقاذ الآخرون إلى استخدامها للاتصال.
تستخدم بعض الأماكن تقنية تجريبية للاتصالات المدارة التي تمنع اتصالات النزلاء مع الاستمرار في السماح للأخرين بالاتصال. تم نشر تقنية نظام الوصول المُدار (MAS) لأول مرة في سجن ولاية مسيسيبي في عام 2010 من قبل شركة Tecore Networks.
وقد استخدمت الكلاب الخاصة لاستنشاق الهواتف المحمولة القادمة إلى السجن. إذ تتمتع الهواتف المحمولة برائحة فريدة، وقد تم تدريب هذه الكلاب على اكتشافها.
يتمثل أحد الحلول في تمكين المنشآت الإصلاحية من اكتشاف وتحديد موقع الأجهزة المهربة 2G / 3G / 4G وأجهزة WiFi المحمولة تلقائيًا وبالتالي تمكين موظفي المنشأة من مصادرة الهاتف وتحييد التهديد تمامًا.
حل آخر هو استخدام أجهزة الكشف المغناطيسية عن الهاتف المحمول. تكتشف هذه التقنية وجود المكونات المعدنية الحديدية (الهوائي، الهزاز، مكبر الصوت) الموجودة في الهواتف المحمولة. لا يعتمد هذا على موقع وإشارات الهاتف.
في عام 2010، تعرض روبرت جونسون، وهو أحد حراس السجون في بيشوبفيل بولاية ساوث كارولينا الأمريكية، إلى إطلاق نار من قبل مسلح استأجره سجين عن طريق هاتف محمول مهرب. وفي عام 2013، اقترحت هيئة الاتصالات الفيدرالية (FCC) السماح للسجون بإدارة الوصول إلى شبكة الهاتف الخليوي والذي سيسمح فقط للهواتف المصرح لها بالوصول إلى الشبكة. ومع ذلك، لم يمر هذا الاقتراح.
في فبراير 2014 ، سنت حكومة هندوراس تشريعًا يفرض على مقدمي الخدمات الخلوية في هندوراس حظر إشاراتها الخاصة في السجون الوطنية التسعة في جميع أنحاء البلاد من أجل القضاء على مخططات الابتزاز والخطف التي يديرها السجناء من داخل السجون.
في عام 2015، عثر حراس سجن روميرو نوبريغا في البرازيل على قطة كانت تستخدم لتهريب الهواتف المحمولة إلى داخل السجن، وقد تم اعتراض القطة التي قام المهربون بلصق أربعة هواتفم حمولة وأربعة شواحن وسبع بطاقات على جسدها، وبعدها قامت إدارة السجن بحملة تفتيش شملت جميع السجناء البالغ عددهم 100 سجين، دون أن يتمكنوا من تحديد هوية المتلقي المقصود.
في أيرلندا، تم تهريب 648 هاتفًا إلى داخل السجون في عام 2016، على الرغم من الإجراءات الأمنية المشددة.
في عام 2017، تم الإعلان عن قيام شركة Securus Technologies الأمريكية بتطوير واستثمار أكثر من 40 مليون دولار في "حلول الاحتواء اللاسلكي"، التي تنشئ شبكة خلوية محلية داخل السجن تمكن من فحص جميع الهواتف على الشبكة والموافقة عليها.
في المملكة المتحدة، تمت مصادرة 20 ألف هاتف محمول وبطاقات سيم كارد مهربة إلى السجون في عام 2016. وفي عام 2017، أدخل سجن في بريستول الهواتف وأجهزة الكمبيوتر التي لم تكن متصلة بالإنترنت إلى زنزانات السجن في محاولة لمكافحة الاستخدام غير المشروع للهواتف المحمولة. وأقر البرلمان البريطاني قانونًا يسمح لمشغلي الهواتف المحمولة بتشويش إشارات الهواتف المحمولة في السجون في وقت لاحق من ذلك العام. كما مكن التشريع ضباط السجن من استخدام الأجهزة التي تكشف استخدام الهاتف المحمول.
في عام 2017 ، نفذت السجون في اسكتلندا خططًا لحظر الهواتف النشطة داخل السجون من خلال مراقبة الشبكة. وبين عامي 2013 و 2017، تمت مصادرة 1500 هاتف محمول في السجون الاسكتلندية.